# Víctor Hevia Granda
Víctor Hevia Granda. (Oviedo, 1885 - íd, 1957). Va ser un escultor  espanyol.

## Biografia
Va residir durant la seva infància a l'antic Monestir de Sant Vicent, lloc on hi havia instal·lada la Diputació Provincial d'Oviedo de la que el seu pare era empleat, el que va influir en la seva sensibilitat artística. Va estudiar a l'Escola d'Arts i Oficis des de 1898 fins a 1907, any en el qual, després d'obtenir una beca de la Diputació Provincial, ingressà a l'Escola Superior de Belles Arts de San Fernando de Madrid. Després del seu pas per l'Escola Superior de Pintura i Escultura residí diversos anys a Roma.

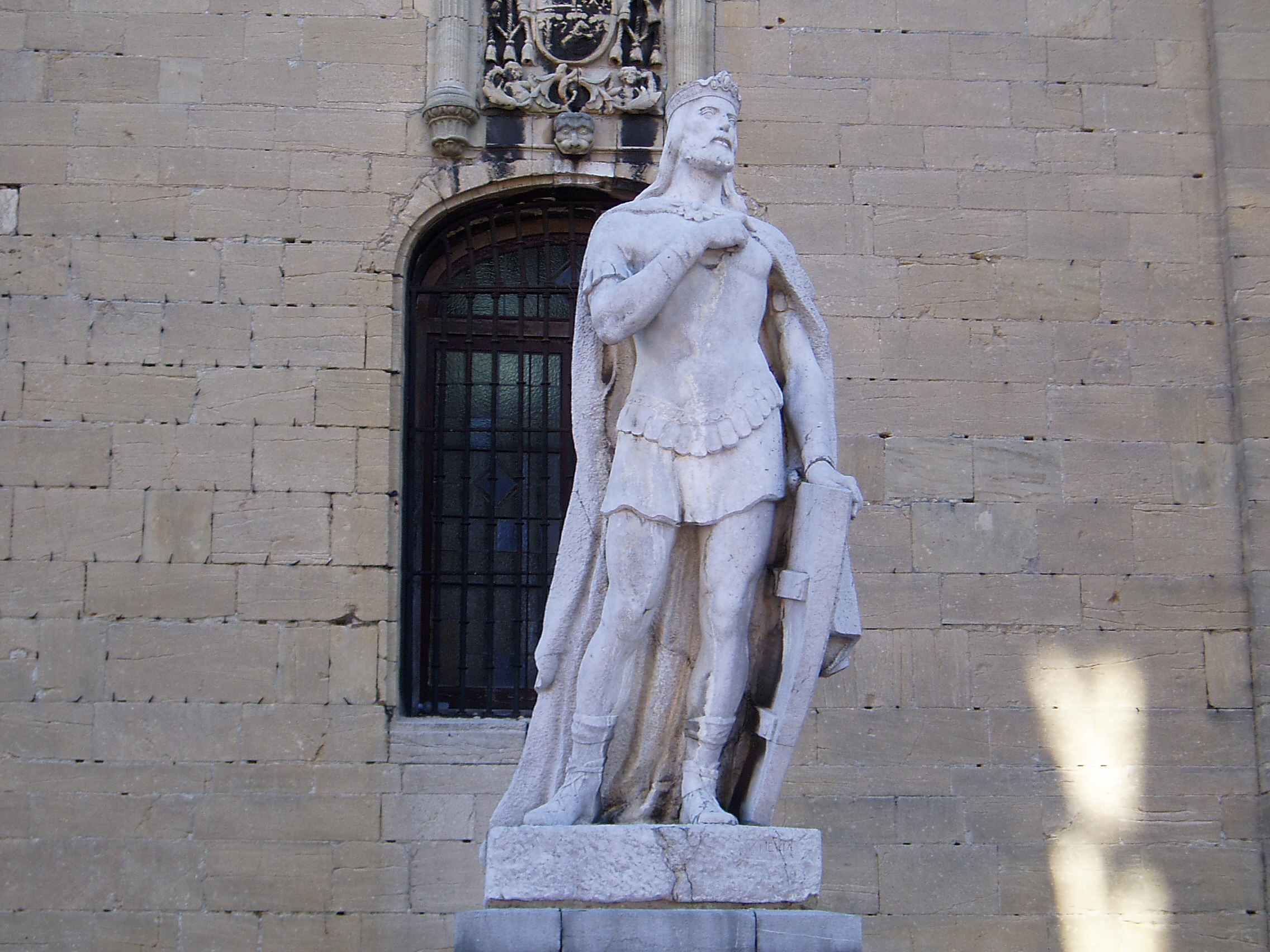
Alfons II el Cast. Plaça d'Alfons II o de la Catedral. Oviedo.

En l'Exposició Nacional de Belles Arts de 1910, va presentar la seva obra El Ocaso, elogiada per Marià Benlliure, i a la de 1915, amb El Galeote, amb què va guanyar la Tercera Medalla en escultura i el Premi del Cercle de Belles Arts. A la seva tornada d'Itàlia va exposar en Oviedo tota l'obra realitzada en aquest país, incloent-hi El Ocaso, El Galeote i  Friné ante los jueces”.
En 1917 va fundar, juntament amb altres companys, la famosa  Tertulia La Claraboya, de tarannà liberal, que li encarrega executar un monument a  Clarín i un altre a  Campoamor (escultures que es van situar al Campo de San Francisco i que en gran part es van destruir durant la Guerra Civil espanyola de 1936). En aquest any va guanyar el Primer Premi de medallons commemoratius de la batalla de Covadonga i de la coronació canònica de la Verge de Covadonga, esdeveniments celebrats a 1918.
El capítol de la Catedral d'Oviedo li va encomanar a 1921 la restauració i neteja de la Cambra Santa, treball que li seria de gran utilitat per a la posterior reconstrucció de la mateixa després de la seva voladura després dels successos revolucionaris de la Revolució d'Astúries de 1934. A 1940 li van ser encarregats els treballs de restauració de l'apostolat romànic de la Capella de Sant Miquel de la Cambra Santa.
Víctor Hevia va ser acadèmic corresponent de la Reial Acadèmia de Belles Arts de San Fernando, membre de número del "Real Instituto de Estudios Asturianos", vocal de la Junta, Conservador i Adjunt a la Direcció, des de 1949, del Museu Arqueològic d'Astúries, Conseller del  Museu del Poble Espanyol de Barcelona i professor de l'Escola d'Arts i Oficis d'Oviedo des de 1925.

## Obres

### Pròpies

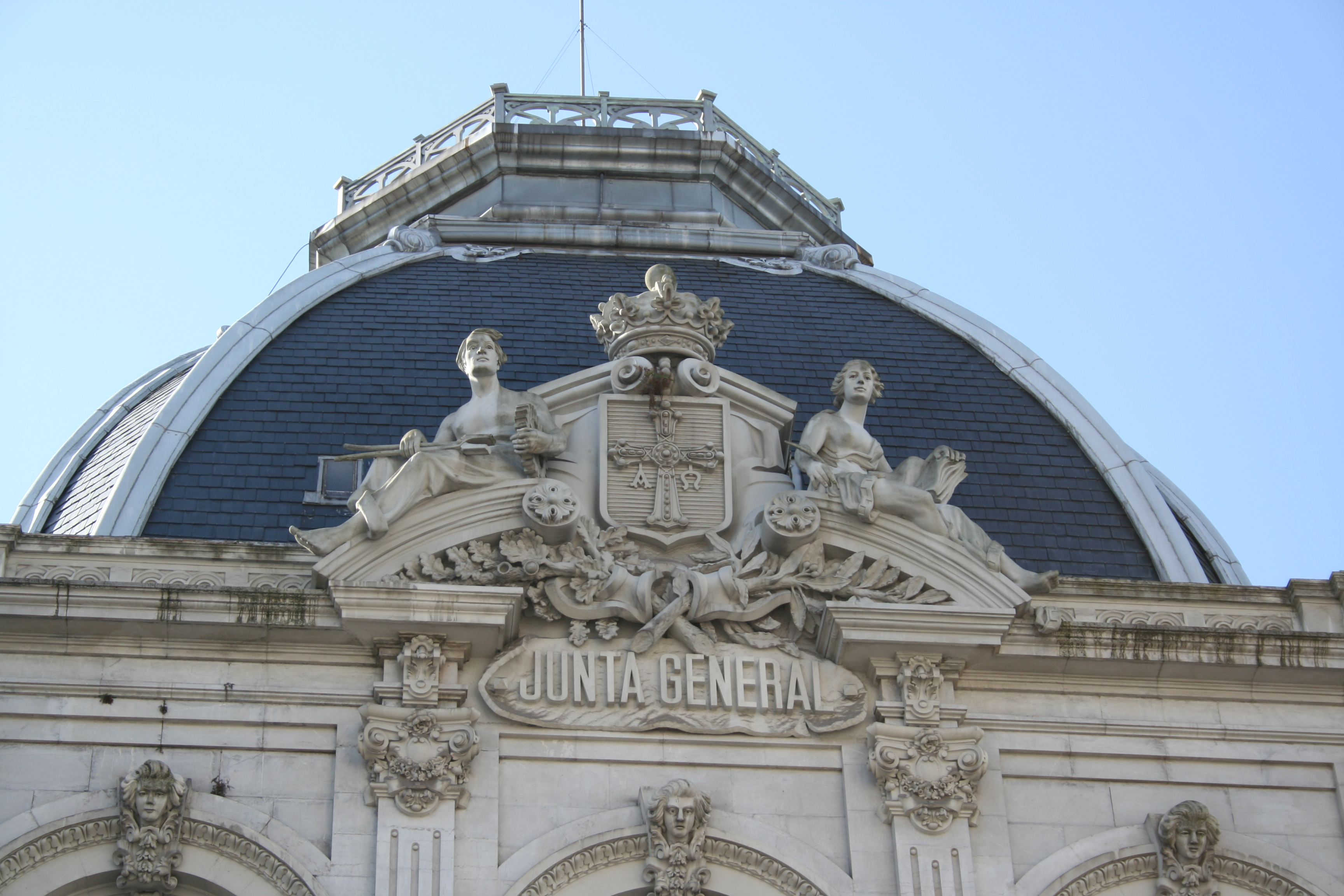
Escut al·legòric de la façana del palau de la Junta General del Principat d'Astúries. Oviedo. L'escut d'Astúries està flanquejat per dues escultures que representen la Història i el Treball.

Entre les seves múltiples obres destaquen:
- Escut de la façana del palau de la Junta General del Principat d'Astúries, (1913).
- Placa en memoria del cap Luis Noval, a la façana de la seua casa natal, carrer Santa Susana nº12, Oviedo, de 1910.
- Mausoleus del cap Monument al cap Luis Noval i Ferrao, (1916), i de les famílies Del Río i Gómez-Morán en el Cementiri d'Oviedo.
- Amor y dolor, (1925), al Campo de San Francisco d'Oviedo.
- Monument a Juan Muñiz, (1927), mestre de diverses generacions d'Oviedo, entre els quals es troben famosos intel·lectuals com Ramón Pérez de Ayala, i costejada pels seus antics alumnes, al Campo de San Francisco d'Oviedo.
- Monument a Leopoldo Alas, (1931), en col·laboració amb Manuel Álvarez Laviada, al Campo de San Francisco d'Oviedo. Va ser molt danyat en la Guerra Civil, i el va poder reconstruir en part després de la contesa.
- Monumento a José Tartiere, (1933), també en col·laboració amb Manuel Álvarez Laviada al “Paseo de los Álamos” d'Oviedo.
- Bust de Adolfo Prieto i Álvarez de les Vallinas, (1945), a Sama de Grado.
- Bust de Carlos Tartiere, (1950), a l'estadi del seu mateix nom, a Oviedo.
- Bust de Julián Clavería, (1944), al carrer Emilio Rodríguez Vigil d'Oviedo.
- Monument a Martín González de la Vall,  Marquès de la Vega d'Anzo, (1954), a  Grado.
- Estàtua del rei Alfons II d'Astúries a la Plaça d'Alfonso II o de la Catedral d'Oviedo.
- Bust de Eladio García Jove a Sotrondio.[7]
- Làpida de Fermín Canella Secades, (1926), a la casa on va viure al carrer de Fruela d'Oviedo.
- Bust de Manuel Artime, a Candás.
- Bust de José Tartiere Lenegre, a  Lugones.
- Bust de Ramón de Campoamor, al teatre del seu mateix nom, a Oviedo.
- Alegorías al Trabajo y las Artes, edifici de la Diputació, carrer Fruela, Oviedo.

### Restauracions

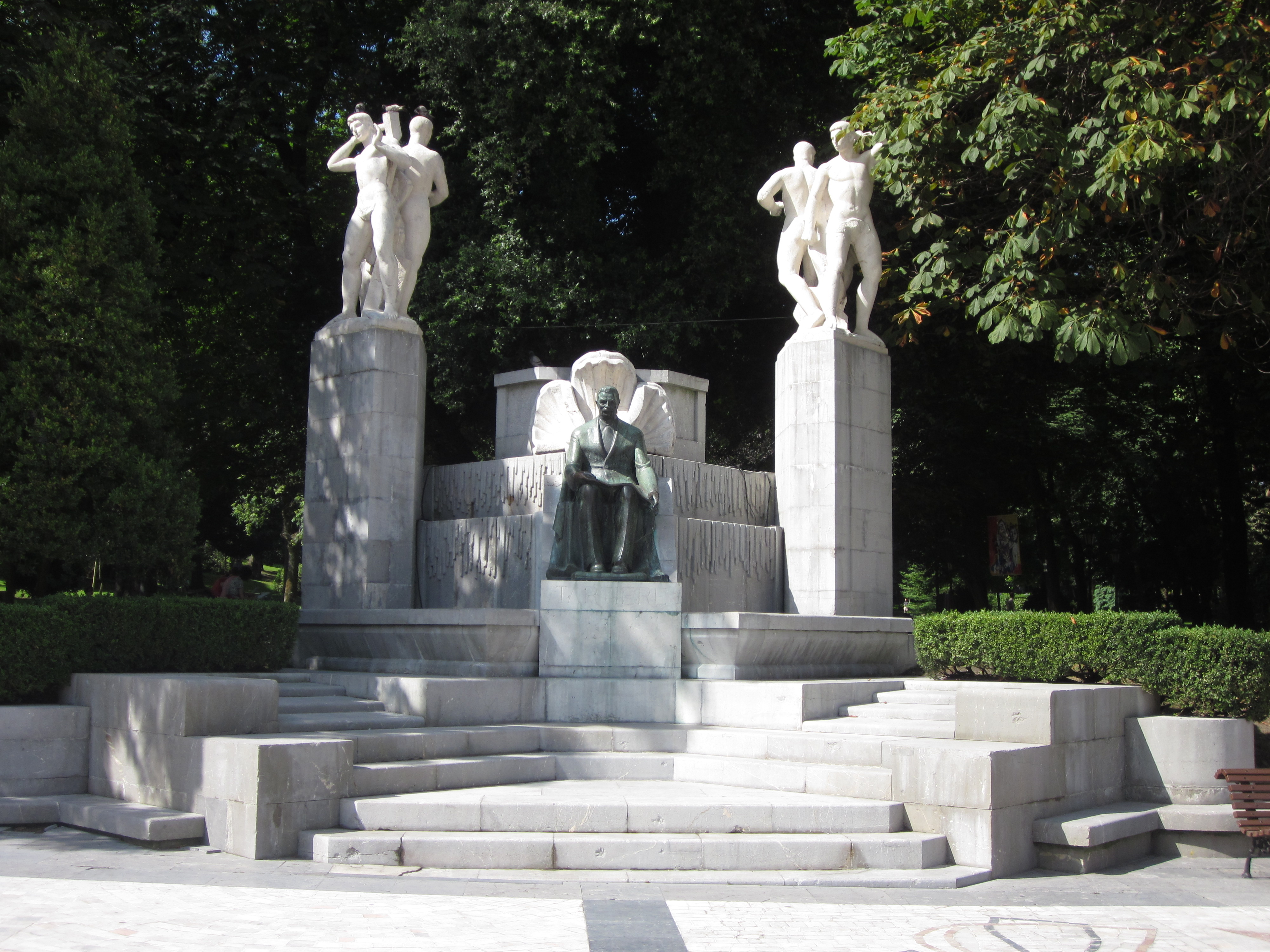
Monument a José Tartiere Lenegre al Camp de San Francisco a Oviedo.

Gairebé totes les restauracions que va dur a terme van ser d'obres d'art destruïdes per la Revolució d'Astúries de 1934 o per la Guerra Civil:
- Apostolat romànic la Cambra Santa de la Catedral d'Oviedo.
- Imatges de la Verge Blanca i de  Alfonso XI del Claustre de la Catedral d'Oviedo.
- Mausoleu de Fernando de Valdés-Salas de la Col·legiata de Sales, original de Pompeyo Leoni.
- Retaule a terracota de la Capella de la Verge de la Vall, a Pravia, en el qual també va incloure uns alts relleus propis.
- Portada romànica de l'antiga església de Sant Isidor d'Oviedo, traslladada i muntada en el Camp de San Francisco de la mateixa ciutat.

## Publicacions

### Com a autor
- Hevia Granda, Víctor «Reja gótica, púlpitos renacentistas y ambones platerescos del antiguo coro de la Catedral de Oviedo.». Boletín del Real Instituto de Estudios Asturianos, 4, 1948, pàg. 109-113.

### Como coautor
- Fernández-Buelta, José María; Hevia Granda, Víctor «Ruinas del Oviedo primitivo.». Boletín del Real Instituto de Estudios Asturianos, 4, 1948, pàg. 114-128.

- Fernández-Buelta, José María; Hevia Granda, Víctor «La Cámara Santa de Oviedo. Su primitiva construcción, su destrucción y reconstrucción.». Boletín del Real Instituto de Estudios Asturianos, 6, 1949, pàg. 51-118.

- Fernández-Buelta, José María; Hevia Granda, Víctor «Nueva fase de las excavaciones del Oviedo antiguo.». Boletín del Real Instituto de Estudios Asturianos, 10, 1950, pàg. 119-159.

- Fernández-Buelta, José María; Hevia Granda, Víctor «Tercera fase de las excavaciones del Oviedo antiguo.». Boletín del Real Instituto de Estudios Asturianos, 13, 1951, pàg. 113-128.

## Honors
- Creu de Cavaller de l'Ordre Pontifícia de Sant Gregori el Gran.[9]
- Cavaller Comendador de la Real i Distingida Orde d'Isabel la Catòlica, amb placa.[9]
- Comendador de l'Orde Civil d'Alfons X el Savi.[9]
- Medalla d'Oviedo.[9]